# Dinicotinato de nalorfina
El dinicotinato de nalorfina (nombre comercial Nimelan), también conocido como dinicotinato de N-alilnormorfina, dinicotinoilnalorfina o niconalorfina, es un agonista-antagonista opioide mixto semisintético que se describe como un antagonista opioide, pero que puede producir analgesia y sedación limitadas en dosis más altas en pacientes que no han recibido opioides (con euforia limitada y riesgo de dependencia). Es el éster 3,6-dinicotinato de la nalorfina y, por lo tanto, es el análogo de la nalorfina de la nicomorfina (que es el éster 3,6-dinicotinato de la morfina).
Como el dinicotinato de nalorfina solo está regulado como medicamento con receta médica, sería legal poseerlo con una receta médica válida si un paciente logra adquirirlo.